# Juste avant la nuit
Juste avant la nuit és una pel·lícula francoitaliana de Claude Chabrol estrenada el 1971.

## Argument
Charles Masson, cap d'empresa i pare de família, és iniciat per la seva amant Laura en jocs perversos. Així va un dia fins a demanar-li que faci veure que la mata. El provoca tant i tan bé que Charles l'acaba escanyant a l'estudi parisenc on es troben. Després d'haver llançat a la claveguera un mocador comprometedor, torna a casa seva. Laura era l'esposa del millor amic de Charles, François Tellier, que no triga a descobrir que aquesta l'enganyava...

## Repartiment
- Stéphane Audran: Hélène Masson
- Michel Bouquet: Charles Masson
- François Périer: François Tellier
- Henri Attal: Cavanna
- Dominique Zardi: Príncep
- Jean Carmet: Jeannot
- Michel Duchaussoy: un home a l'enterrament

## Premis
- 1971: BAFTA a la millor actriu per a Stéphane Audran